# كارمين ايفرتس
كارمين ايفرتس (بالألمانية: Carmen Everts )‏ (و. 1968  م) هي سياسية ألمانية، ولدت في فيلهلمسهافن، هي عضوةٌ الحزب الديمقراطي الاجتماعي الألماني.

## مناصب
تولت منصب عضو البرلمان هسه.